# Mita von Ahlefeldt
Mita von Ahlefeldt (* 13. Dezember 1891 in Hamburg; † 18. April 1966 ebenda) war eine deutsche Schauspielerin.

## Biografie
Nach dem Schulabschluss an einer Privatschule absolvierte von Ahlefeldt zunächst eine Ausbildung an einem Hamburger Lehrerseminar. Im Alter von 27 Jahren nahm sie 1919 bei Erich Ziegel und Mirjam Horwitz privaten Schauspielunterricht. Ihr Debüt als Bühnenschauspielerin erfolgte ein Jahr später als „Puck“ in einer Inszenierung von Shakespeares Sommernachtstraum an den Hamburger Kammerspielen. Zwei Jahre später stand sie mit Ibsens „Nora“ zum ersten Mal auf der Bühne des renommierten Thalia Theaters. Neben kürzeren Engagements in Riga und Lüneburg, sollten für fast 50 Jahre die Hamburger Bühnen ihre künstlerische Heimat bleiben. Hier verkörperte von Ahlefeldt vor allem Mütter und Rollen aus dem älteren Charakterfach wie die „Großmama“ in Lawrence Edward Watkins Tod im Apfelbaum (Junge Bühne, 1947), die Generalin in George Bernard Shaws Major Barbara (Theater im Zimmer 1948), die „Tante Martha“ in Joseph Kesselrings Arsen und Spitzenhäubchen (Theater im Zimmer 1950), die „Aase“ in Ibsens Peer Gynt, die „Mutter Wingfield“ in Tennessee Williams’ Glasmenagerie sowie „Klärchens Mutter“ in Goethes „Egmont“.

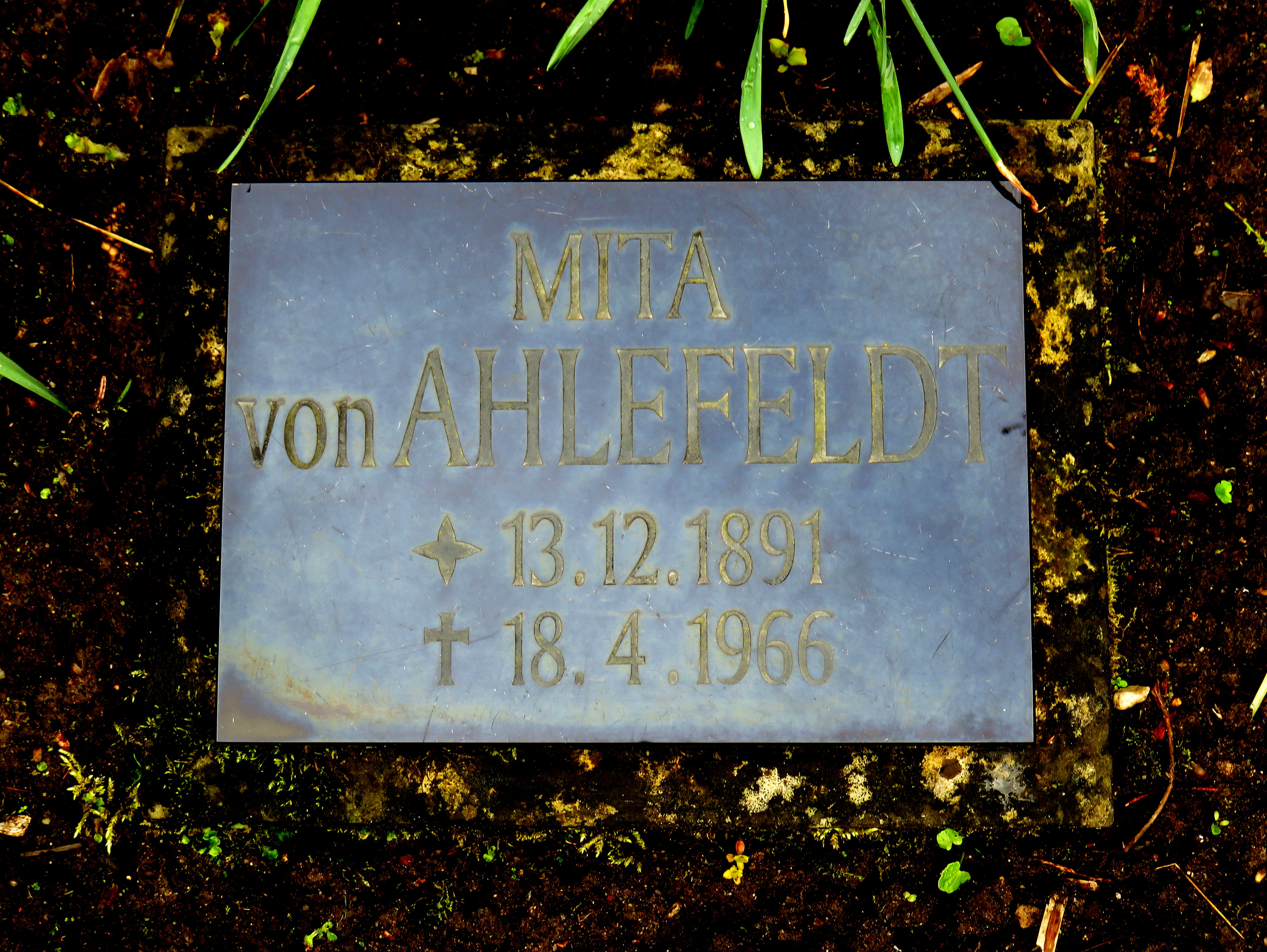
Kissen-Grabstein im Garten der Frauen auf dem Friedhof Ohlsdorf

Daneben spielte sie in verschiedenen Kino- und Fernsehproduktionen wie Egon Monks Drama Schlachtvieh, dem Heimatfilm Drei Birken auf der Heide, dem Edgar-Wallace-Krimi Die Bande des Schreckens, dem Jerry-Cotton-Thriller Schüsse aus dem Geigenkasten oder der Vorabendserie Gestatten, mein Name ist Cox.
Überdies war von Ahlefeldt als Sprecherin im Hörfunk (v. a. NWDR) tätig und lieh ihre Stimme als Synchronsprecherin Schauspielerinnen wie Helen Hayes (Dämon Weib).
Mita von Ahlefeldt starb am 18. April 1966 im Alter von 74 Jahren und wurde auf dem Friedhof Ohlsdorf beerdigt. Ihr Grabstein befindet sich heute im dortigen Garten der Frauen.

## Filmografie (Auswahl)
- 1949: Der Andere
- 1954: Ein Briefträger ging vorbei
- 1956: Drei Birken auf der Heide
- 1958: Italienreise – Liebe inbegriffen
- 1959: Liebe, Luft und lauter Lügen
- 1960: Die Bande des Schreckens
- 1963: Schlachtvieh
- 1965: Schüsse aus dem Geigenkasten
- 1965: Gestatten, mein Name ist Cox – Falsch verbunden (TV-Serie)